# 道の駅くめなん

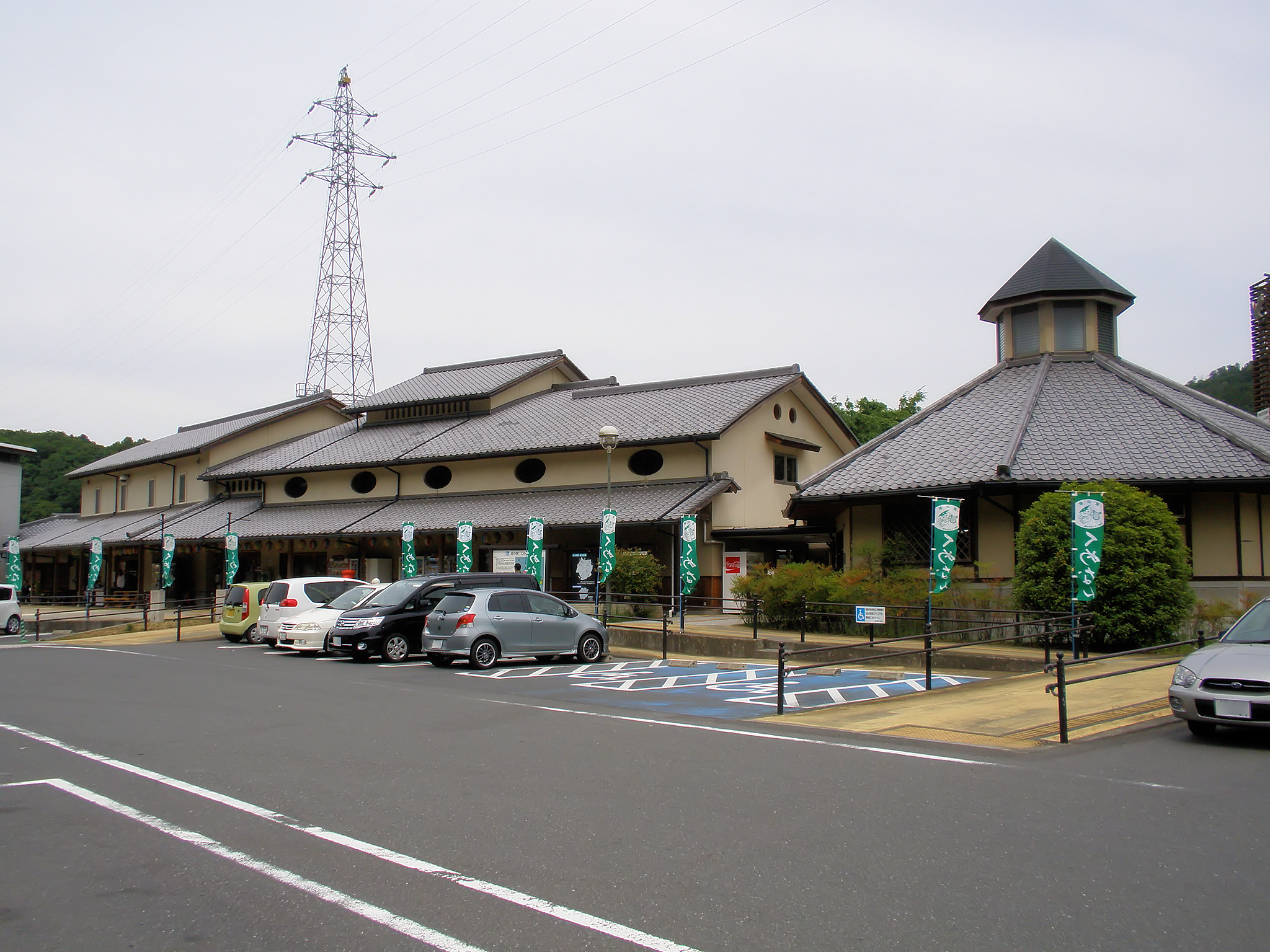
全景

道の駅くめなん（みちのえき くめなん）は、岡山県久米郡久米南町下二ヶにある国道53号の道の駅である。

## 施設
1995年に久米南町の申請により道の駅に登録された。休憩・情報コーナー・レストラン・農産物直売所などを備えた地域振興施設は久米南町が整備・所有し、株式会社パソナ岡山が指定管理者として運営管理を行っている。また駐車場は国土交通省が整備・管理している。
- 駐車場
  - 普通車：81台
  - 大型車：9台
  - 身障者用：4台
- トイレ
  - 男：大 4器、小 10器
  - 女：11器
  - 身障者用： 2台
- 公衆電話：3台
- レストラン「カッパの杜」 (平日9:00 - 18:00、土日祝その前日11:00 - 19:00　L.O.18:30)
- ガールズ　ファームコーナー（休憩室） (9:00 - 18:00)
- 売店 (8:30 - 18:00)
- 自動販売機
- 情報コーナー　/　休憩コーナー (9:00 - 18:00)
- 郵便ポスト（弓削郵便局）
- 農産物直売所「サンサンくめなん」
- 急速充電器 北側駐車場

## 休館日
- 年末年始